# Herbert
Herbert (ve starší verzi také Heribert) je mužské jméno germánského původu. Vykládá se jako "vojskem skvělý, skvělé vojsko" případně "skvělý válečník". Podle českého kalendáře má svátek 16. března.

## Statistické údaje
Následující tabulka uvádí četnost jména v ČR a pořadí mezi mužskými jmény ve srovnání dvou roků, pro které jsou dostupné údaje MV ČR – lze z ní tedy vysledovat trend v užívání tohoto jména:
| Rok       | Četnost   | Pořadí   |
| 1999      | 963       | 159.     |
| 2002      | 934       | 160.     |
| Porovnání | o 29 méně | o 1 hůře |
| 2006      | 897       | 185.     |

Změna procentního zastoupení tohoto jména mezi žijícími muži v ČR (tj. procentní změna se započítáním celkového úbytku mužů v ČR za sledované tři roky 1999-2002) je -2,3%.

## Herbert v jiných jazycích
- Slovensky: Herbert nebo Heribert
- Polsky, srbocharvátsky, maďarsky, francouzsky, anglicky, dánsky, švédsky: Herbert
- Italsky: Erberto
- Španělsky: Herberto
- Nizozemsky: Harbert

## Známí nositelé jména
- Herbert George Wells – anglický spisovatel, jeden ze zakladatelů science fiction
- Herbert Spencer – britský sociolog a filozof
- Herbert von Karajan – rakouský dirigent
- Herbert Grönemeyer – německý zpěvák a hudebník
- Herbert Lom - česko-britský filmový herec, spisovatel a podnikatel